# Agenzia del Baghelkhand
L'Agenzia del Baghelkhand (in inglese: Baghelkhand Agency) era una agenzia dell'India britannica.

## Storia
L'agenzia venne istituita nel marzo del 1871 e prese il nome dalla regione del Bagelkhand dove si trovava. Dal 1871 al 1933 l'agenzia si trovò sotto la supervisione politica dell'Agente per l'India Centrale per conto del Governatore generale dell'India, e sotto la diretta supervisione dell'agente politico nominato dal residente dello Stato di Rewa, che risiedeva ordinariamente a Satna o Rewa.
L'area totale era di 37.100 km², e la popolazione al 1901 era di 1.555.024, con una decrescita dell'11% rispetto al precedente censimento di dieci anni prima, in particolare a causa della carestia locale. Le piogge furono mancarono quasi del tutto nel 1895-1897, causando una forte carestia nel 1897; e nel 1899-1900 vi fu un ulteriore periodo di aridità in diversi stati. Nel 1931, gli undici stati più piccoli vennero trasferiti all'Agenzia del Bundelkhand, e nel 1933 l'agenzia venne infine dissolta, quando lo Stato di Rewa aderì alla Residenza di Indore.
Dopo la divisione dell'India britannica in due stati indipendenti nel 1947, gli stati principeschi che avevano composto l'Agenzia del Baghelkhand scelsero tutti di entrare a far parte della nuova Unione dell'India e con Rewa vennero uniti a formare il nuovo Vindhya Pradesh, che a sua volta venne unito nel Madhya Pradesh il 1º novembre 1956.

## Stati principeschi
L'Agenzia del Bagelkhand, la parte più orientale dell'Agenzia dell'India Centrale, venne istituita nel marzo del 1871, quando venne separata dall'Agenzia del Bundelkhand. Nel 1900, aveva relazioni con dodici stati principeschi:
Tre Salute states con precedenza:
- Rewa, il più grande stato del Bagelkhand, governante col titolo di Maharaja, saluto di 17 colpi di cannone a salve
- Baraundha, governante col titolo di Raja, saluto di 9 colpi di cannone a salve
- Maihar, titolo di Raja, saluto di 9 colpi di cannone a salve

Nove stati senza saluto a salve (in ordine alfabetico) :
- Bhaisaunda
- Jaso
- Kamta-Rajaula
- Kothi
- Nagode
- Pahra
- Paldeo
- Sohawal
- Taraon

Nel 1931, le agenzie di tutti gli stati ad eccezione di Rewa vennero trasferite nuovamente al Bundelkhand, e nel 1933 Rewa aderì alla Residenza di Indore.